# Franz Albert Seyn

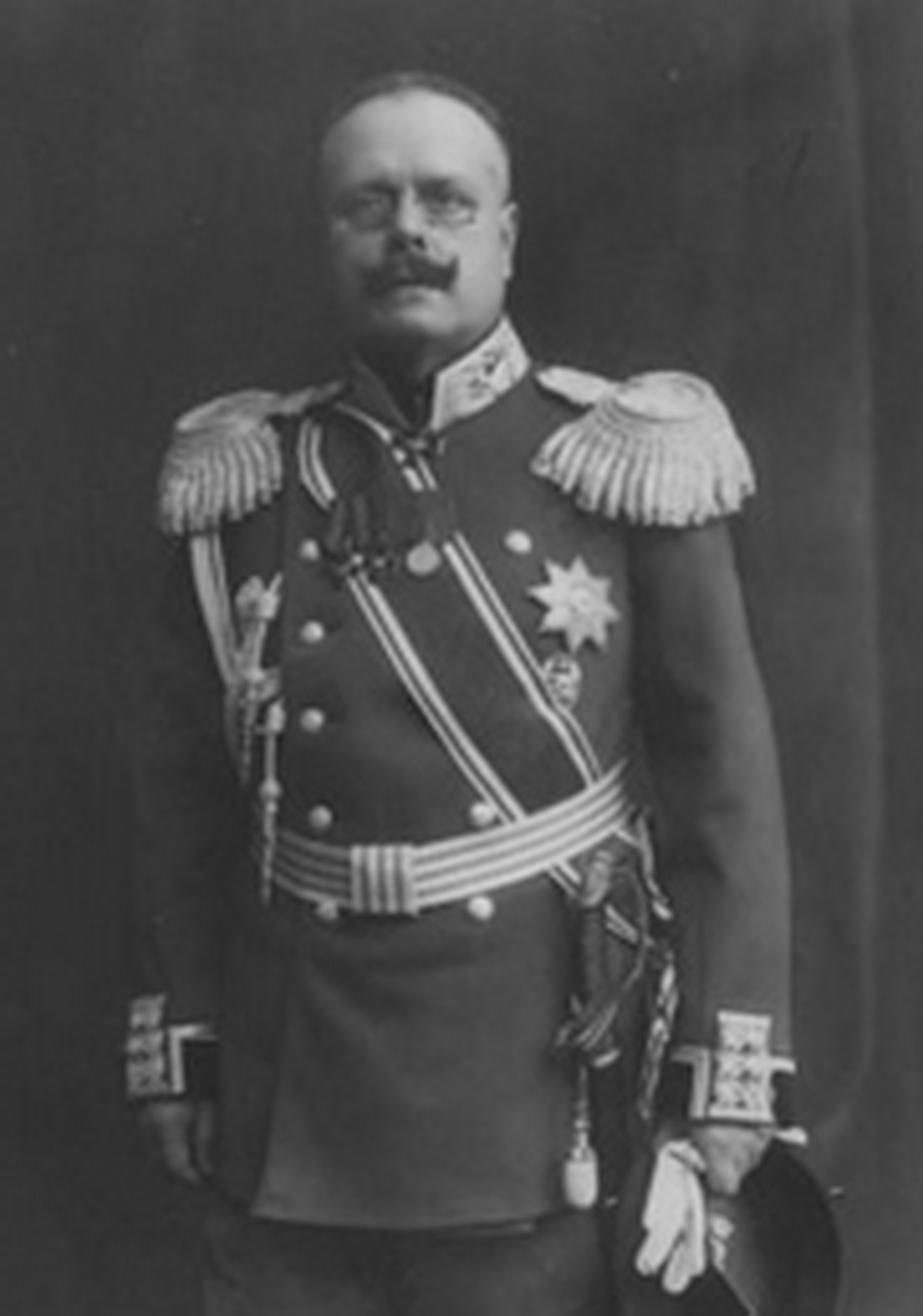
Franz Albert Alexandrovitj Seyn.

Franz Albert Alexandrovitj Seyn, född 27 juli 1862, död sommaren 1918, rysk militär (generallöjtnant 1909), generalguvernör över Finland 1909-1917.

## Biografi
Seyn hade sedan 1890 tjänstgjort i Finland innan han utnämndes till generalguvernör. Mellan åren 1899 och 1905 var han chef för generalguvernörens kansli, under Nikolaj Bobrikov. 1907-1909 var han adjungerad hos generalguvernören. 
Under den så kallade andra ofärdsperioden var Seyn den främste förverkligaren av russificeringspolicyn, vilket var en policy för förryskningskampanjer i Finland. Efter krigstillstånd proklamerats 1914, motarbetade han, genom olika interimsförordningar, alla frihetssträvanden i Finland. Efter februarirevolutionen telegraferade Kerenskij till amiral Nepenin vid den ryska flottan vid Sveaborg att häkta Seyn och Michail Borovitinov, och under bevakning fördes de till Petrograd. Sofia Seyn, hans hustru, valde att följa sin man i fångenskapen. Seyn kastades antingen över bord från en pråm som fraktade fångar från Petrograd till Kronstadt, eller efter frigivning (drunkning).
Sofia Seyn levde därefter vidare som Borovitinovs hushållerska. 